# Станислав Львовский
Станислав Львовский (имя при рождении — Юрий Михайлович Сорочкин; род. 2 июля 1972, Москва) — русский поэт, прозаик и переводчик, редактор, критик, педагог.

## Биография
С 1979 по 1987 учился в школе № 1690, с 1987 по 1989 в школе № 171. В 1989 поступил на химический факультет МГУ. В том же году стал одним из основателей Союза молодых литераторов «Вавилон». По окончании университета в 1994 г. преподавал в гимназии химию и английский язык. Работал в сфере рекламы и public relations, затем — в сфере управления культурными проектами. Занимал пост шеф-редактора раздела «Литература» портала OpenSpace.ru, после того как портал объявил о смене концепции, вместе со старой редакцией OpenSpace ушел на сайт Colta.ru. В 2012 г. окончил магистратуру Факультета социальных наук МВШСЭН по программе «Public History». В 2019 г. защитил в Оксфордском университете докторскую диссертацию «От „замкнутого торгового государства“ И. Г. Фихте к „социализму в отдельно взятой стране“: интеллектуальные корни сталинизма и сталинистской утопии».

## Литературная деятельность

### Поэзия
Начиная с 1992 года стихи Львовского публикуются в альманахах «Вавилон», «Авторник», вестнике современного искусства «Цирк Олимп», журналах «Арион», «Воздух», «Критическая масса».

Пафос лирики Львовского — каждодневное, постоянное преодолевание разорванности мироздания и мировосприятия. <…> Львовский не слишком верит в возможность реставрации утраченной картины мира как целого; с этим связано его настойчивое возвращение к темам ушедшего детства, распавшейся семьи, — пережившие своё время фрагменты этих утраченных миров особенно значимы в поэзии Львовского, поскольку всю полноту эмоционального наполнения они обретают задним числом, как символы более не существующего космоса.— Д. Кузьмин
В 1996 году в серии «Библиотека молодой литературы» издательства «АРГО-РИСК» появилась дебютная книга стихов «Белый шум». Затем в 2004 в поэтической серии «ОГИ» под общей редакцией Михаила Айзенберга вышла книга «Стихи о Родине», два последующих сборника стихов Львовского были выпущены издательством «Новое литературное обозрение» в серии «Новая поэзия».
В переводах поэта опубликованы стихотворения Чарльза Буковски, Леонарда Коэна, Витаутаса Плиуры и др.

### Проза
Начиная с конца 90-х годов отдельные рассказы публиковались в журналах «Урал», «Уральская новь», альманахах «Вавилон», «Черновик». В 2002 году издательством «АРГО-РИСК» выпущен сборник Львовского «Три месяца второго года», в который наряду со стихами и переводами вошли прозаические фрагменты. В 2003 году издательство «Новое литературное обозрение» выпустило сборник рассказов автора «Слово о цветах и собаках».

Одна из крупных удач этой книги в том, что тревога, ощущение ненадёжности бытия прорастает из почвы благополучия, неплохо унавоженной деньгами, свободным временем, простотой физического перемещения (см. выше по списку). Не то чтобы Дания (читай — московский офис), а весь мир — тюрьма. Не то чтобы ново, а душу щемит.— Л. Костюков, газета «Культура»
В 2004 году в соавторстве с Линор Горалик выпущен роман «Половина неба».

Сюжет идёт, уверенно опираясь на ассоциативные ходы, как бы на событийные рифмы. Язык великолепен — я бы сказал, что великолепны два языка (плюс английский), но не благословлён рассуждать о чужих наречиях. Нервы на месте — в том смысле, что не на месте. Читатель то улыбается, то грустит. Значит, мы можем говорить об удаче? Безусловно. То есть о безусловной удаче?.— Л. Костюков, «НГ Ex Libris»

### Критика
В журналах «Новое литературное обозрение» и «Критическая масса» публикуются рецензии Львовского на книги современных поэтов и прозаиков: Павла Улитина, Демьяна Кудрявцева, Анатолия Вишневского, Николая Байтова и т. д. Также опубликованы рецензии на антологии современной поэзии Латвии и современной американской поэзии. В 2008—2012 гг. Львовский занимал должность шеф-редактора раздела «Литература» сетевого проекта OpenSpace.ru, регулярно публикуя на сайте рецензии и обзоры литературной периодики. Член редколлегии сетевого литературного журнала «TextOnly».

## Премии
- Лауреат IV Фестиваля свободного стиха (Москва, 1993)
- Трижды лауреат Сетевого литературного конкурса «ТЕНЕТА-98»
- Первый лауреат Малой премии «Московский счёт» (2003)
- Шорт-лист премии Андрея Белого (2003, 2009)
- Премия им. Евгения Туренко в номинации «Самый свет» (2016)[6]
- В 2013 году книга Станислава Львовского «Всё» ненадолго вошла в шорт-лист поэтической премии «Различие»[7][8].
- Лауреат премии Андрея Белого (2017) в номинации «Поэзия» (книга «Стихи из книги и другие стихи»)[9]